# Будівля Волзько-Камського банку (Ростов-на-Дону)
Будівля відділення Волзько-Камського банку (рос. Здание отделения Волжско-Камского банка) — будівля в Ростові-на-Дону, побудована на початку XX століття за проєктом О. М. Бекетова в стилі модерн з елементами класичної архітектури. В радянський час в будівлі розміщувався палац піонерів, нині це Палац творчості дітей і молоді. Будівля відділення Волзько-Камського банку має статус об'єкта культурної спадщини федерального значення.

## Історія
В кінці XIX століття Волзько-Камського банку був одним з найбільших в Росії. У 1892 році банк відкрив своє відділення в Ростові. Перший час банк орендував приміщення. До 1897 року він розміщувався в будинку купця і гласного міської думи Ященка, потім — у будинку купця Генч-Оглуєва. Для будівництва власного будинку відділення банку був запрошений харківський архітектор Олексій Миколайович Бекетов. Будівництво велося в 1906-1909 роках. На першому поверсі розташувалися торгові приміщення, інші поверхи займав банк. Санкт-Петербурзький журнал «Зодчий» 1910 року писав про Волзько-Камський банк як про вдалий приклад офіційної будівлі у стилі модерн.
Після приходу радянської влади будівля була націоналізована, але не втратила свого призначення. Згідно з довідником 1925 року, там розміщувалася Північно-Кавказька обласна контора Державного банку. 23 травня 1936 року в будівлі було урочисто відкрито палац піонерів.
Під час Німецько-радянської війни будівля майже не постраждала, зруйнована була тільки частина даху. У 1947 році будівлю відновили під керівництвом архітектора Леоніда Еберга. У другій половині 1950-х років були частково втрачені елементи внутрішнього оздоблення.
У 1999 році проводився ремонт фасадів, в ході якого відновили втрачені в кінці XX століття маски атлантів і виконали напис «Палац творчості дітей та молоді» на фірмовій вивісці. Біля головного входу відреставрували невеликий збережений історичний напис «Волзько-Камський банк». Були відновлені деякі деталі тинькувального декору.
На фасаді будівлі в 1974 році була встановлена меморіальна дошка з написом: 
|  | В 1934, 1936 роках місто Ростов відвідав письменник Аркадій Гайдар. У цьому будинку влітку 1936 р. він виступав перед піонерами й школярами. |

## Архітектура

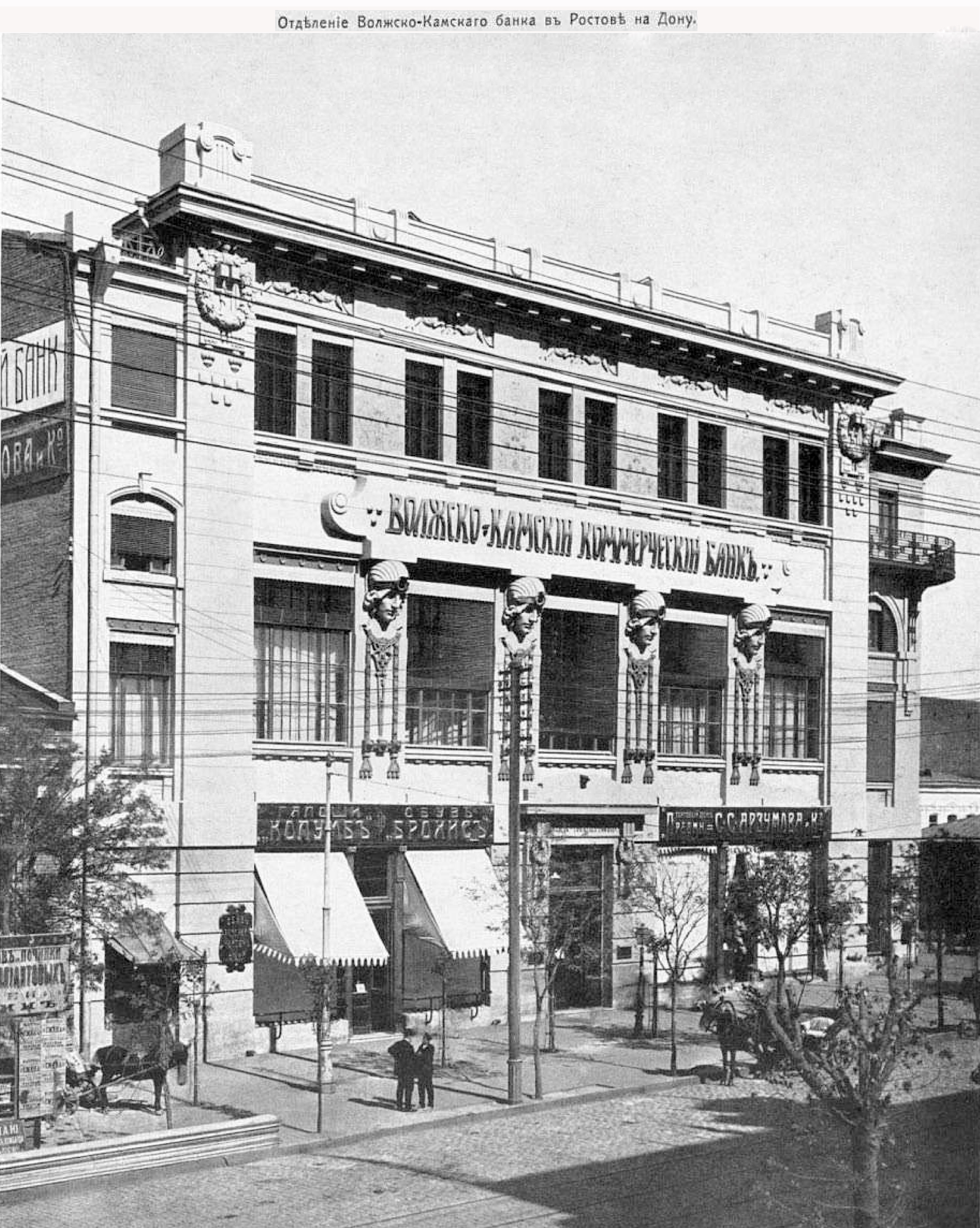
Головний фасад, фото 1910 року

Чотириповерхова будівля має кутову асиметричну в плані конфігурацію, продиктовану формою ділянки. Головний фасад виходить на Велику Садову вулицю. Перший поверх призначався для торгових приміщень. Вище розташований двосвітловий операційний зал. Вертикальне членування парадного фасаду підкреслюють крайні лопатки, великі вікна на першому поверсі та двоярусні вікна операційного залу. Ці вікна розділені чотирма пілонами з горельєфним масками, які «підтримують» фірмову вивіску банку. Фасад завершений великим навислим карнизом, над яким розташовується парапет з тумбами.
Рустування першого поверху, карниз і арковий вхід — це елементи, запозичені з класичної архітектури. Водночас ліпний декор фасаду, аттик, форма вікон і балконів свідчать про належність будівлі до стилю модерн.

## Галерея

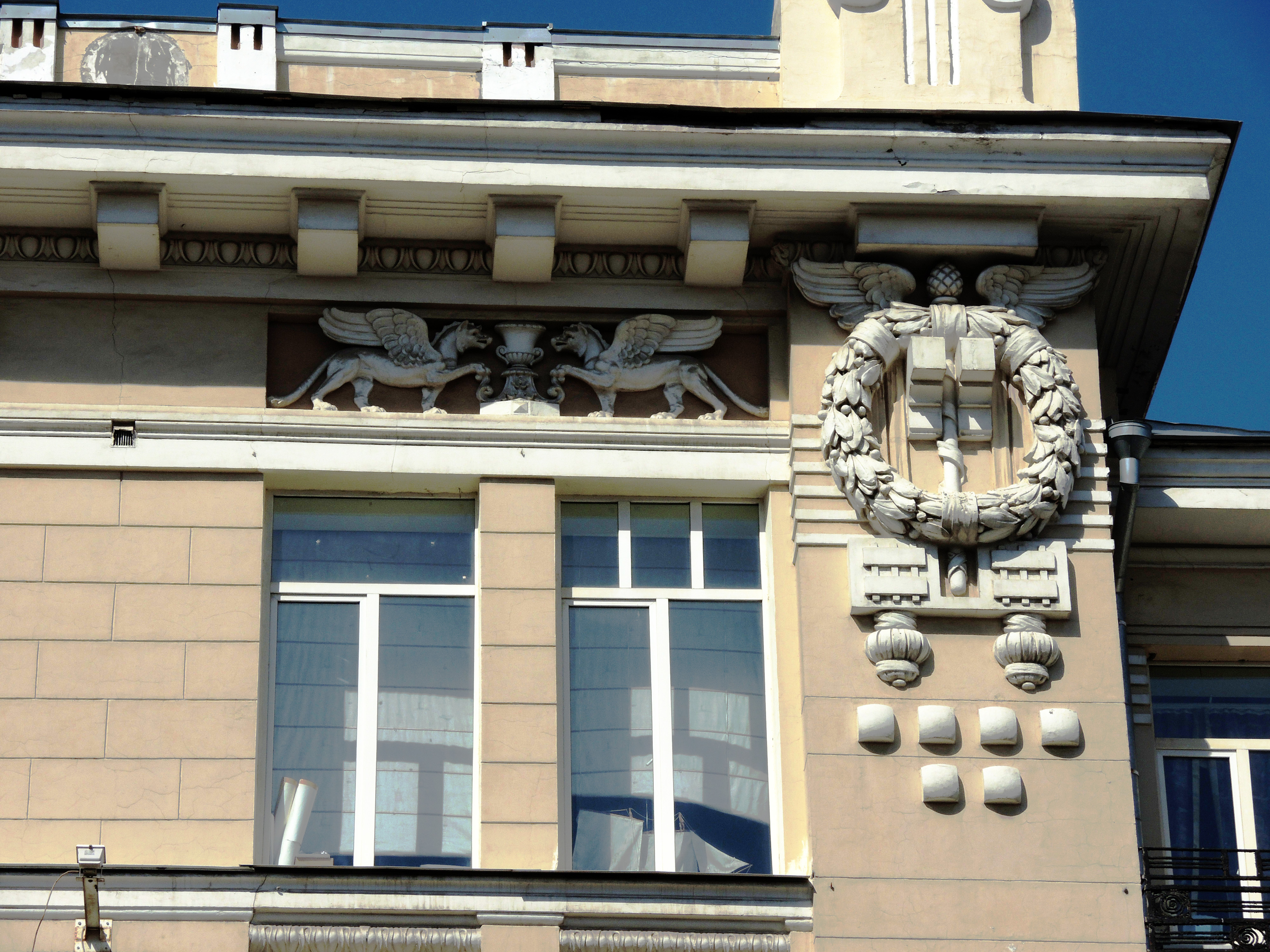
Прикраса фасаду
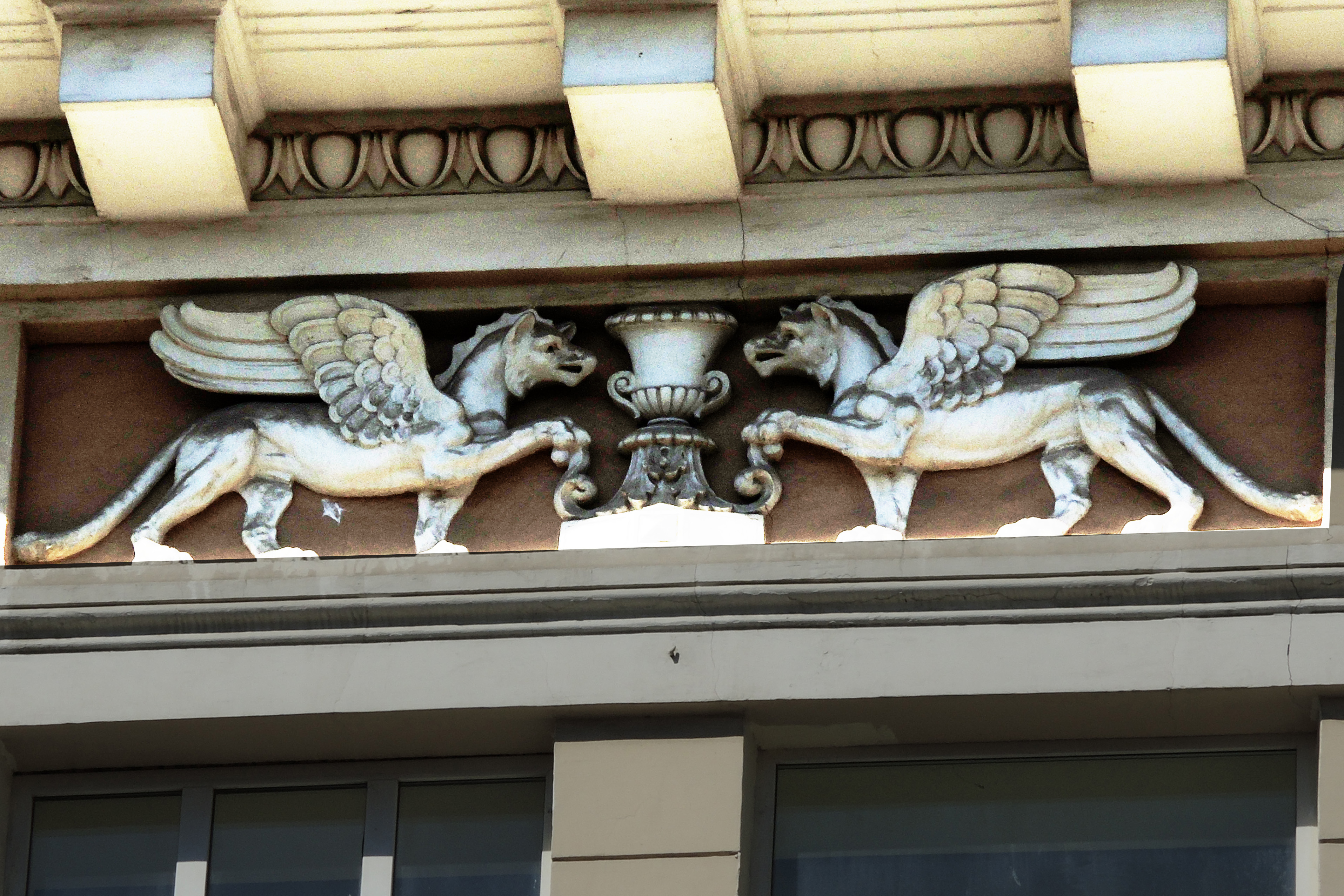
Прикраса фасаду
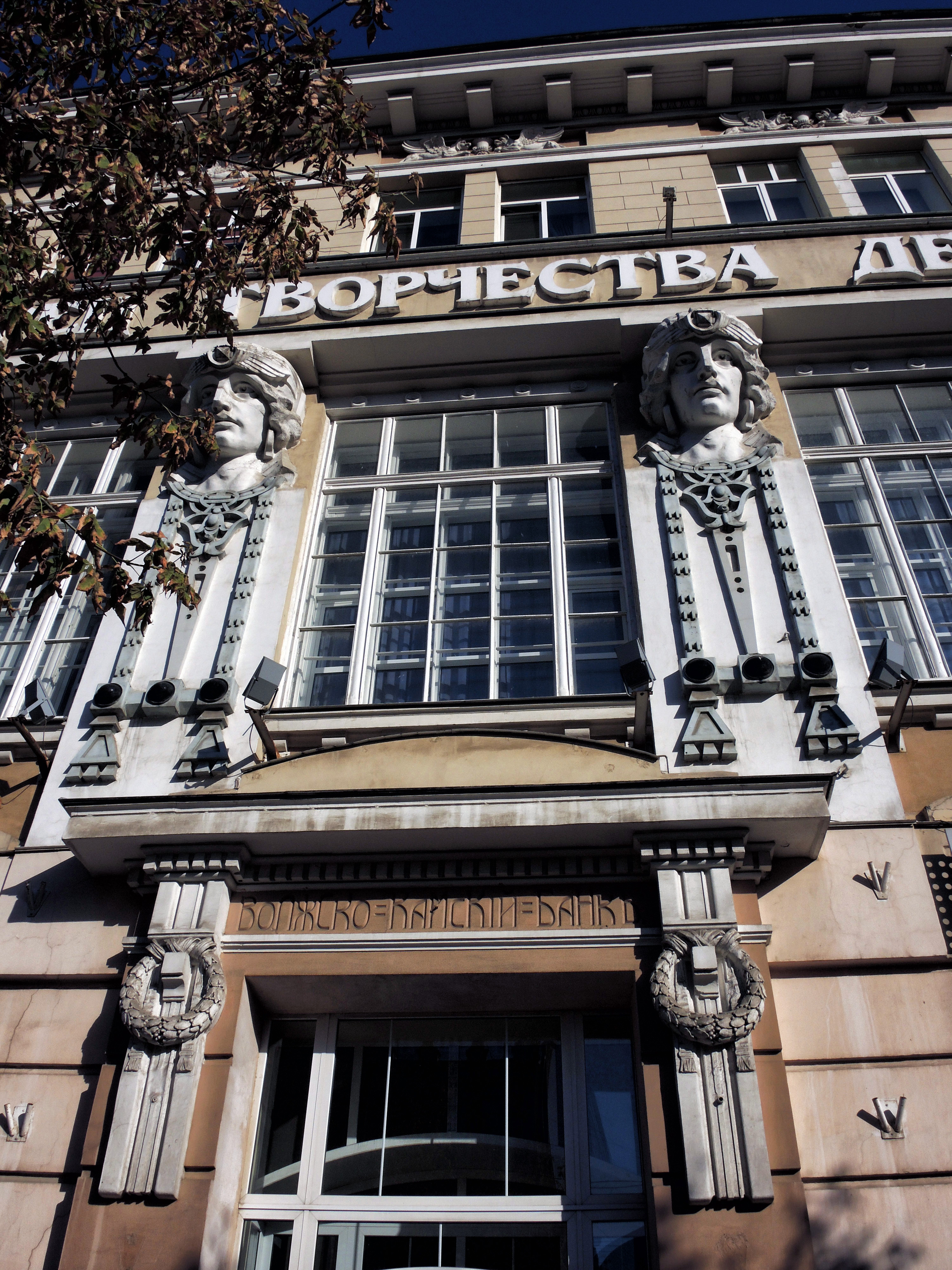
Вивіска над входом
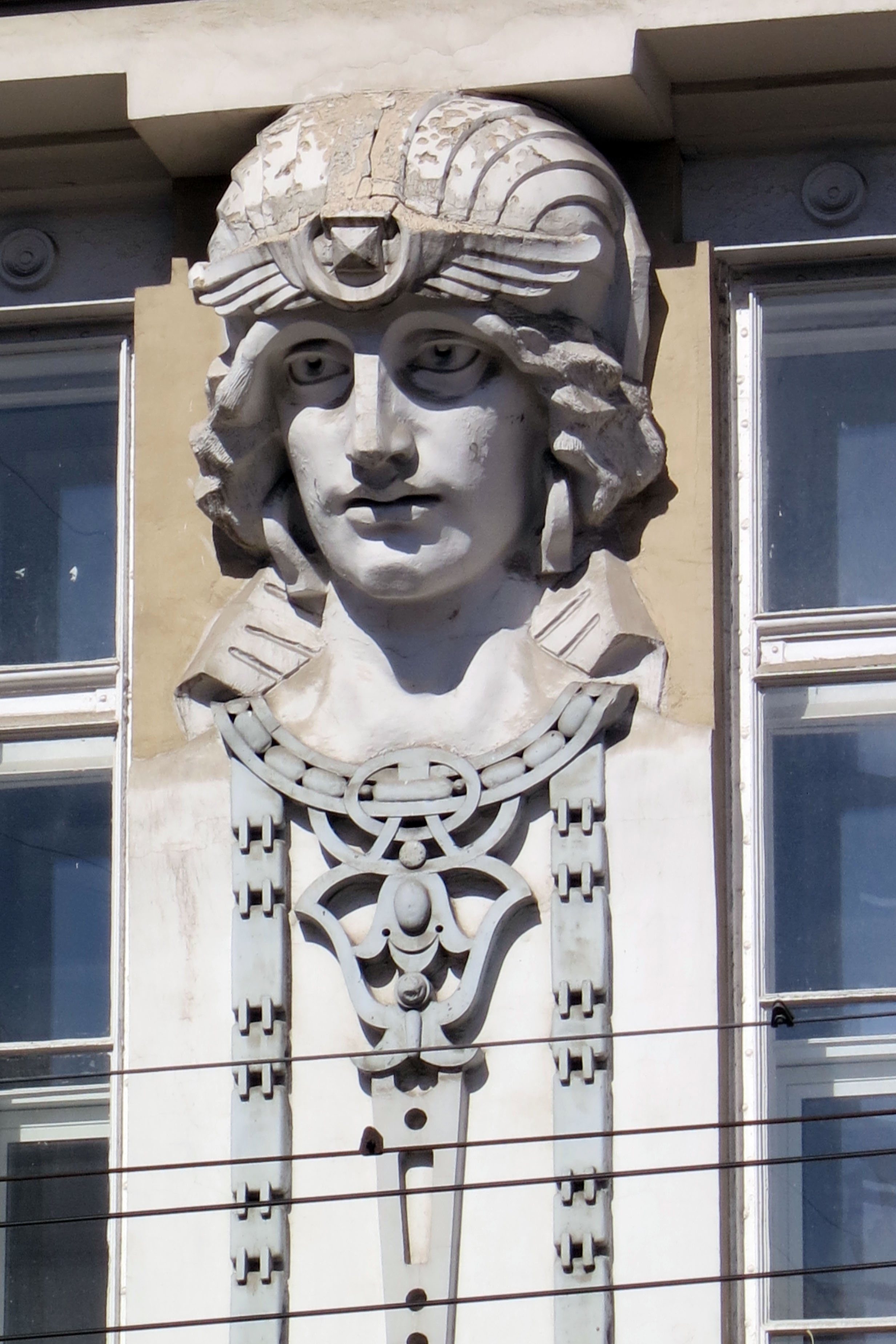
Гермес
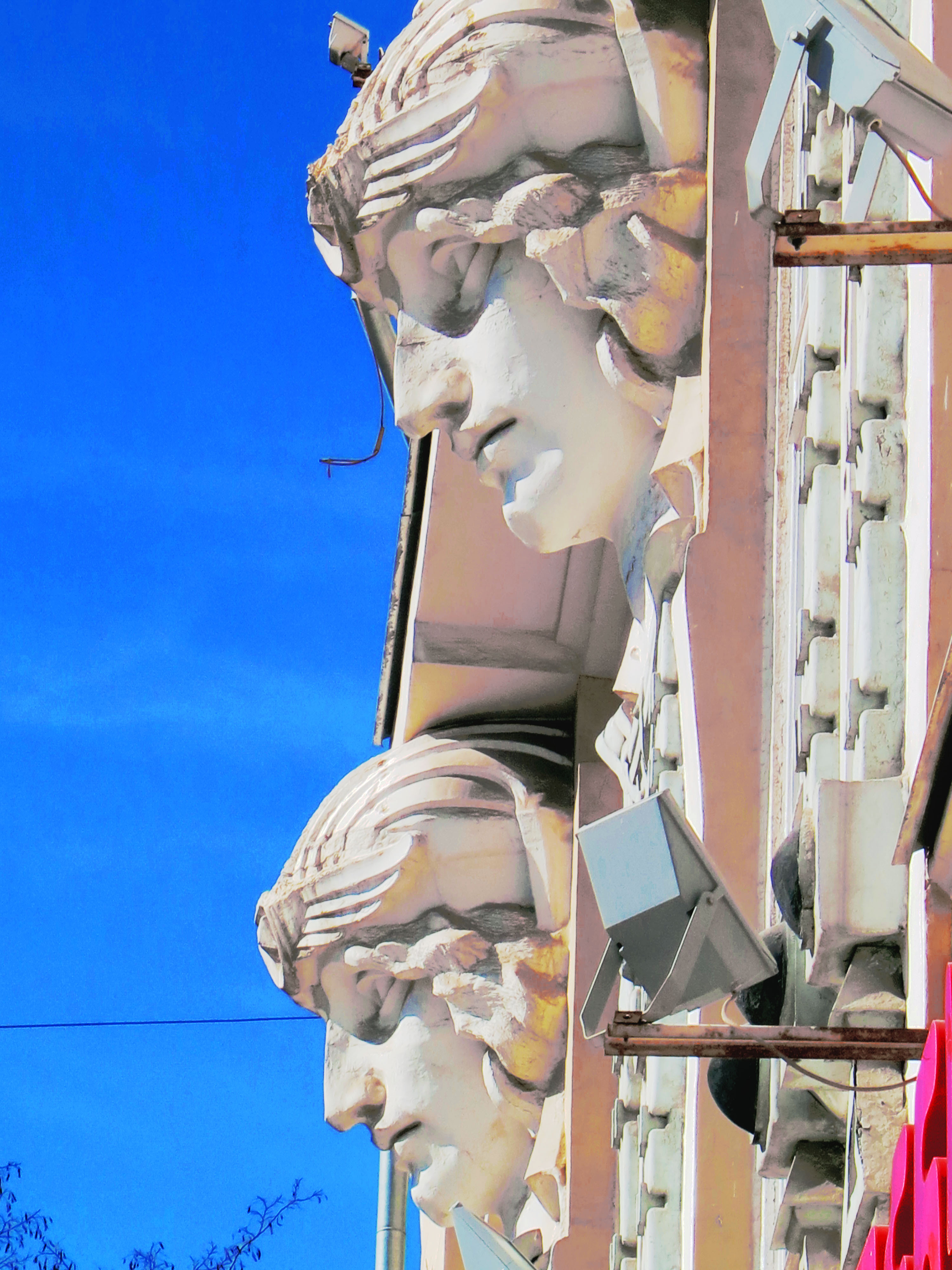
Гермеси в льотних шоломах на будівлі банку